# Władimirowka (rejon komariczski)
Władimirowka (ros. Владимировка) – osiedle w Rosji, w obwodzie briańskim, w rejonie komariczskim. W 2010 liczyło 375 mieszkańców.